# Нижний Бор
Ни́жний Бо́р — микрорайон на юго-востоке города Ржева Тверской области. Относится к Красноармейской стороне.
Состоит из семи жилых домов барачного типа.
Славится своей лесопарковой зоной, где посреди соснового бора располагаются площадки для отдыха и занятия спортом,  трасса для велосипедистов-экстремалов, замечательные волжские пляжи.
На трассе периодически проводятся состязания по велоэкстремальным видам спорта – дуал-слалому и дёрт-джампингу.
В советские времена во Ржеве существовала традиция отмечать в Нижнем Бору день железнодорожника. С утра горожане семьями и компаниями отправлялись в лесопарк, официальное гуляние проходило до 6 часов вечера.

## Транспорт
Сообщение с центром Ржева осуществляется автобусными маршрутами № 3 и № 3А.